# Załęże-Ponikiewka
Załęże-Ponikiewka – wieś sołecka w Polsce położona w województwie mazowieckim, w powiecie makowskim, w gminie Młynarze.
| SIMC    | Nazwa      | Rodzaj    |
| ------- | ---------- | --------- |
| 1055463 | Wysiekiery | część wsi |

W latach 1975–1998 miejscowość administracyjnie należała do województwa ostrołęckiego.